# Nothobranchius taeniopygus
Nothobranchius taeniopygus es una especie de pez de agua dulce de la familia de los notobranquíidos en el orden de los ciprinodontiformes.

## Morfología
Los machos pueden alcanzar los 5,5 cm de longitud total.

## Distribución geográfica
Se encuentran en ríos de África: original de Uganda, del sudoeste de Kenia y de Tanzania central.